# Kimberlit
Kimberlit er en bjergart, hvor man kan finde den ædle sten diamant. Bjergarten er navngivet efter byen Kimberley i Sydafrika.
| Geologi | Spire Denne artikel om geologi er en spire som bør udbygges. Du er velkommen til at hjælpe Wikipedia ved at udvide den. |